# 和服

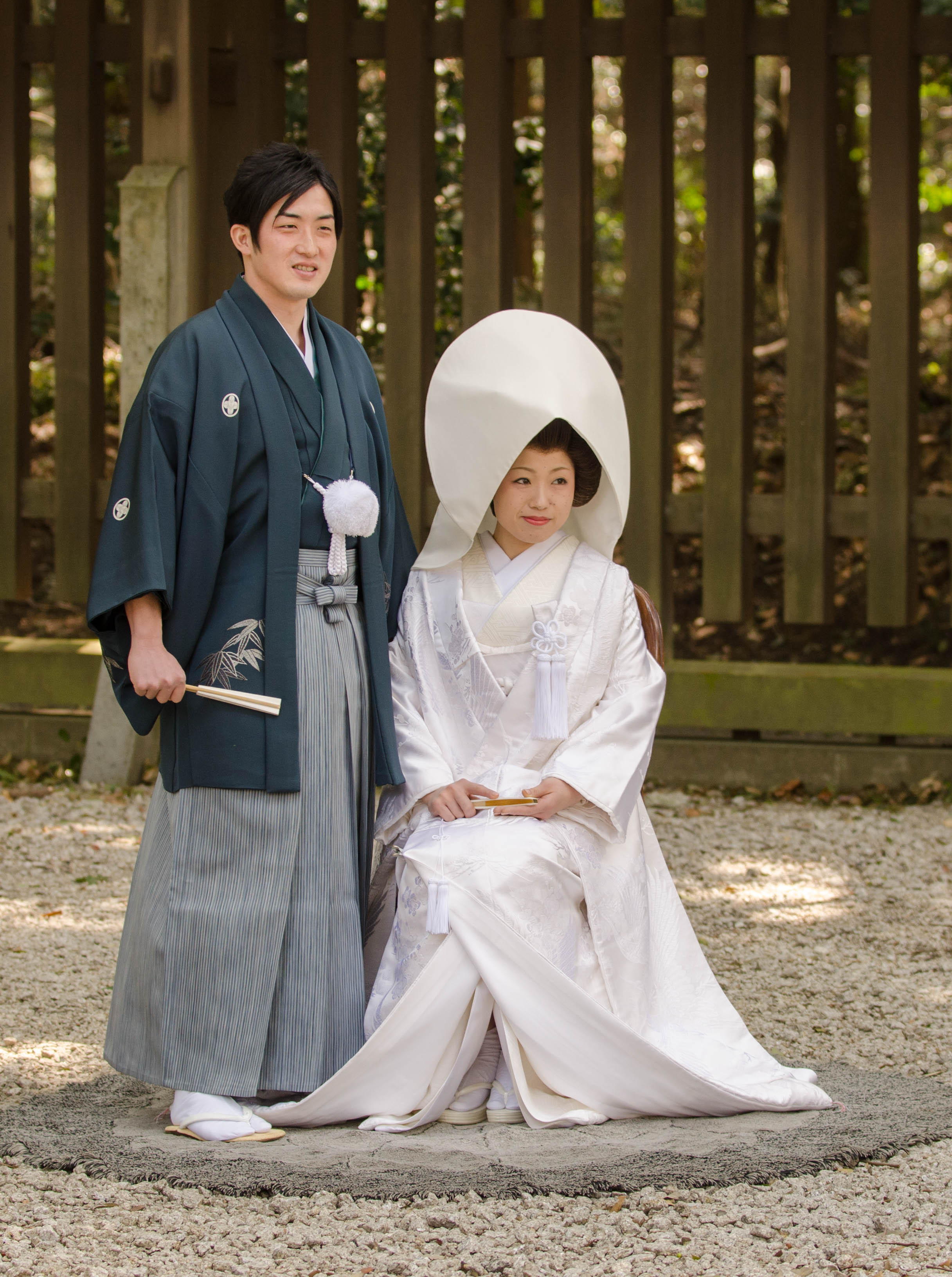
日式神前婚，男性穿着黑紋付羽織袴，女性穿着白無垢

和服（日语：／ wafuku */?），日語中通常稱爲着物（日语：／ kimono），是日本大和民族的傳統民族服裝。
「和服」的字面意義為“大和民族的服裝”。日語中古來將和服稱爲「着物」，但這一詞語最早並沒有專門指代日本傳統服飾的含義，而是泛指所有衣服。明治時代，日本開始引入大量西洋服裝，爲區分日本本土的傳統服飾而創造出「和服」一詞，以與洋服（ようふく）相對。西方人開始接觸日本文化以後，以「着物」這一詞彙（羅馬字寫作「kimono」）作爲對和服的專門稱呼，也反過來影響了日本本土，因此現今着物還是有“和服”及“所有衣物”這兩種意思，不過“專指和服”的情況壓倒性的多。近代西方也有越來越多的人開始欣賞和服的傳統美學，使之成爲日本文化國際影響力的標誌之一。
和服最凸出的特徵是其交領右衽、方形剪裁、腋下開衩、材質厚重、穿著繁琐，带有浓厚又独立的大和民族风格。其女性禮服大多使用繪羽模樣的裝飾方式，可如同畫一样水平展開，其紋樣和色彩的設計均絢爛豪華，形成不對稱之美感。這種紋樣和世界其它國家的紋樣大不相同，並非单纯的在大面積的衣料上使用同一種重複圖案，也不是在衣物的邊緣線上貼入捲曲的植物型花纹，而是將好幾種紋樣几何化、抽象化的紋樣层层叠套，塑造出平面中的立體感。於此相對，使用重複圖案裝飾的布料稱爲小紋，是常見的女性便服材料；亦有男女通用的色無地（即純色）和服，但男性往往使用紺色、茶色、灰色等素樸的顏色，而女性會使用相對較明亮的色系。正式場合中，男性與已婚女性一般採用純黑色的禮服（但女性禮服一般有小幅的繪羽裝飾），而未婚女性則會採用五彩繽紛、極爲華麗的整幅繪羽。

## 历史

### 古墳時代前
古墳時代之前，由於年代久遠，難以考證當時的衣服模樣。考古學家於繩文時代（約公元前13680至公元前410年）遺跡中所發現的古物中推測，當時的日本群島先民以漁獵、採集方式生活，製作樹皮布、苧麻布、蕁麻布等紡織品。可惜的是，雖然繩文遺蹟中出土了一些土偶，但其高度抽象化的雕塑技巧使得當時衣服的模樣至今仍未明。
到了彌生時代，根據中國晉代陳壽著《三國志·魏志·倭人傳》記載，當時的日本先民不僅有麻布，亦有從百濟傳來的養蠶、絲綢等工藝。此時的彌生人並不將布料裁縫成衣服，而是簡單經過開口、打結等穿在身上，男性所着稱「橫幅」，女性所着稱「貫頭衣」。

### 古墳時代
日本的古墳時代大致對應于中國的兩晉、五胡十六國、南北朝時期。此時大和王權已經確立了統一的倭國政權，開始與中國進行貿易活動。由於這一時期中國長期處於分裂狀態，故當時日語中稱中國江南地區爲「吳」、中原地區爲「漢」，而從中國江南進口的絲綢紡織品也因此稱爲「吳織」或「吳服」，訓讀作くれはとり（即「くれはたおり」之音變，意爲「吳機織」），後來其發音改爲音讀的ごふく。到了後來的江戶時代，「吳服」的稱呼擴展到了所有絲製的布料，而棉、麻類的布料則統稱爲太物（ふともの）；時至今日，「吳服」與「太物」的區別已經非常罕見，因此「吳服屋」成爲了販售所有和服布料的商店的名稱。
據日本著作《世説故事苑》的記載，应神天皇統治時，朝鮮半島的百濟給日本的贡品裡有两个从吴国来的缝织女，后来应神天皇因為感歎吳國的服裝精緻華美，再次派遣阿知使主前往吴国求缝工女，但沒等到就駕崩了。到了下一代雄略天皇在位時，阿知使主带回兩名織女，為“汉织女”（即來自中國中原地區）和“吴织女”。漢織女由於製衣技術不如吴织女，在歷史上從此消失；而吳織女死后被当作日本初代“吴服大神”在吴服神社裡被祭祀。隨後，京都大酒神社的石标上也紀念她為「太秦明神　吴织神汉织神蚕养机织管弦乐舞之祖神」。17世纪日本谣曲《吴服》中，也咏唱吴国绫织女为天皇制作御衣，但紡織時候流淚、思念故国之情。若依照傳統天皇斷代，應神天皇的統治年間對應公元270至310年，即中國三國時代；然而關於應神天皇是否真實存在以及其統治時間，現代考古界與史學界尚無定論。根據歷史學家的考證，應神天皇時代或早至公元370–390年，或晚至公元5世紀，因此對吳織女與漢織女的故事亦存在疑問。

### 飛鳥至奈良時代
飛鳥時代前期對應了中國的隋朝，這一時期的大和王權通過一系列改革確立了中央集權制，並在聖德太子的影響下開始了大規模的遣隋使制度，引入中華文化，並建立了冠位十二階，對貴族衣服進行了嚴格的規範。
白江口一役戰敗後，日本朝廷大力引進唐朝的制度及文化，使日本與大唐的交流變得更直接。因此於奈良時代，日本對唐文化有著大規模的模仿，下至平民，上至統治者。元正天皇下令全日本改用右衽。
701年制訂的大寶律令，以及由大寶律令所衍生出來，718年制訂的養老律令，都包含了對衣服制式的規定。這兩條律令將朝廷的制服定義為「禮服」（らいふく）及「朝服」（ちょうふく）兩種。而不同官位、場合、身份等的衣服各自有不同的部件、顏色及剪裁。养老三年，又开始制定妇女衣服式样。甚至严禁衣冠不整、僭越服制。圣武天皇即位以后，要求妇女改穿脱旧俗改穿新制。称德天皇规定袍衣的剪裁每件以半匹为限。元明天皇规定衣领要宽，“衣褾口闊，八寸已上，一尺已下”。规定衽之相過不能太浅。圆领袍襴廣一尺二寸以下。光仁天皇规定袖口尺寸，五位以上一尺为限。六位以下八寸。文德天皇规定袖口阔和裤口阔相同。
承和九年（公元842），仁明天皇又诏书：“天下仪式，男女衣服，皆依唐法，五位以上位记，改从汉样，诸宫殿院堂门阁，皆着新额。”現今對當時和服的了解主要來自《令義解》、《令集義解》、《續日本紀》及《日本紀略》等古籍，以及東大寺正倉院、法隆寺等地保存的文物。正仓院所传东大寺写经生记录的男子服制包括袍、袄子、袴、汗衫、褌、水褌、前裳、布肩衣；女子则服袍、裳、前裳。法隆寺存有蜀江錦，傳說是聖德大子妃的帶裂、褥裂。平安时期和服为唐朝汉服翻版。此時期的和服基本上完全模仿當時期中國服飾的模式，而日後貴族階級所穿著的「唐服」樣式亦於此時期留存下來。

### 平安時代
平安時代初期，唐日交往仍然相當緊密，故大唐文化對和服的影響仍深。然而，會昌毀佛等一系列事件動搖了日本對大唐的尊崇。公元894年，日本停止遣唐使制度，自北宋熙宁年间至元末僅有佛教的民间交流。平安中期起，藤原氏專政使得公家貴族開始凌駕於皇權之上，公家服裝開始得到獨立的發展，與當時中華的主流形制產生分歧。男裝中，平安初期相對較為接近唐朝官服的束帶（至今亦是日本天皇即位時所著正裝）逐漸在日常生活中被狩衣取代（今日為神社神官正式服裝）。狩衣的很多基本元素在中國歷史上並未出現，例如括袖（袖口穿插進一條帶子，其功能為打獵時可以系起大袖，後來變為純粹裝飾）、裂袖（袖子與衣服本身縫合有裂縫）。此外，這個時期紋章及染色技術大幅發展，令當時和服的花款變得更加多樣化。
另一方面，宮廷婦女的正式裝束自奈良時代的服裝發展成爲了極其複雜的十二單，由很多層絲紗重疊而成。據考證，當時僅兩層的色彩搭配即有120種，六層的色彩搭配有33種，八層的色彩搭配有58種之多。穿着這種笨重衣服的女性幾乎無法行走，僅能在宮廷內室中深居簡出。
《源氏物語絵巻》、《年中行事絵巻》及《伴大納言絵詞》等古代畫卷為當時期的衣服樣貌提供了確實及有用的證據。另外日本後紀、續日本後紀、日本三代實錄、日本紀略及多個當時的故事、日記等古籍亦為當時衣服發展提供了不少研究資料。平安時代出現的和服成為了日後日本朝廷的禮服，大多流傳並延續至現代。平安公家裝束包括衮衣、束带、直衣、狩衣、十二單、袿袴、水干等等。根据《養老律令·衣服令》，天皇即位、元正朝贺服衮冕十二章。上朝以及大小诸会，服黄栌染衣。日本皇太子服黄丹衣，亲王紫衣。诸臣一位至八位依据唐宋公服制度，分别衣紫、绯、绿、缥。幕府时代，公方以束带为礼服，四位以上黑袍，五位绛袍。

### 鎌倉至安土桃山時代
鎌倉時代，武士階級初次掌控日本政權，將男性禮裝簡化成為直垂（以平安時期平民所穿著的水干為本），逐漸取代繁瑣的朝廷裝束而成爲了武家的第一正裝。本來作爲平安裝束內衣穿着的「小袖」（因其袖口較小得名）亦開始成爲民間普遍的着裝。到了室町時代，更發展出了大紋（だいもん）及素襖（すおう）兩種款式的和服。
室町时代日本大量进口明朝金襴、缎子，被当作最高级的织物，制作幕府将军的胴服（羽织）。
应永三年，足利义满订立武家礼法。此后，方袖羽织、大口袴成为武士朝服，中衣純白，夏天用白练，后来称作裃。长裃是江户时代高级武家的礼装，又被称为肩衣袴。打掛，又称掻取，是武家妇人特有的仪式礼装，少壮服红色，老者服杂色。礼仪髮式为環髻。侯国夫人婚服白无垢。宽永十二年，武家法度规定年轻武士不得服用纱绫、缩缅、平缟、羽二重、绢绸、木棉以外的衣料。德川幕府规定诸大夫（武家从五位上）服大纹风折乌帽子，侍从以上直垂。文久时代《诸家扈从著服达》规定士族礼服羽织小袴，婚礼仪式服纱小袖、服纱袷帷子。江户时代的大名每年要向德川幕府进献的服饰包括袷、帷子、羽织、单物、小袖、道服、袴。直垂的直领表衣后来演变为羽织。幕府禁止平民穿武士式服紋付羽織袴。明治维新以后，平民才有了取姓氏、乘马以及穿紋付羽织袴的权利。
安土桃山時代及以後的服裝主流都是以小袖為主，而於這個時代和服結構加入衽（おくみ）、袖、袴（はかま）等部件。雖然細部的變化於以後的時代仍然持續著，但和服的形態至此已基本定型，直到現代。

### 江戶時代
江戶時代，武士禮服進一步簡化成爲在小袖之上穿肩衣（かたぎぬ）與袴組合成的上下套裝（裃、かみしも）。清軍入關後，大量移民日本的明朝織工向京都西陣織工傳授了各種進步的紋織物技術，如金襴、錦、唐織、緞子、紋紗、縮緬、繡花等織造技術，而使得西陣織物大為進步。西陣野本氏效仿蜀锦，用五色丝织成花鸟绫花杂品。字画装裱业使唐织发展起来。京都西陣織至今為唐織的中心。流亡日本的士人影響了幕府的思想，其中朱舜水应德川光圀的请求绘图教制朝服、角带、野服、道服、明道巾、纱帽、幞头。德川光圀自称朱舜水门人。德川光圀作《礼仪类典图绘》和《大日本史·礼乐志》详细考证了奈良朝衣冠制度以及天子、亲王、命妇、武宦礼服。如天子即位用赤色大袖衮冕十二章、听政黄栌染大袖袍、平服麦尘缝腋袍表袴；内命妇一位深紫衣、三位以上浅紫衣绿缬裙、四位深绯衣；武官礼服皂罗冠、位袄加绣裲裆。1667年，幕府儒臣人見竹洞將3年前依據宋羅大經《鶴林玉露》卷八所記載野服樣式，參酌當時日本儒者深衣道服之制，繪成的《野服圖說》，送請朱舜水修改。這一時期確立的朝廷服制成爲了現代公家裝束的基礎。
另一方面，隨着戰國時期軍閥割據現象的結束，平民生活水平提升，衣飾漸趨華麗，尤其流行各種精美式樣的織染小袖；反之武士階級卻因連年戰爭所造成的財政緊絀，樣式趨於平淡。作為這種反常現象的應對，統一日本的江戶幕府此時以儒家價值觀為由，開始針對當時新興的產業資產階級實行奢侈禁止令，以阻止他們在衣裝上僭越武士階級。寬永五年（1628年），禁止農民使用麻布、葛布、木棉以外的材料；寬永十九年，又禁止絲綢制的腰帶。1663至1713年間，又頒佈一系列禁令限制了民間使用的衣服布料。到了1785年，因當時發生的天明大飢荒，幕府完全禁止了非武士階級穿著由絲綢製成的和服。此時的禁令主要針對衣服的材料和花紋，例如男性只能穿著純色、不能穿著扎染布料、不能穿著金紗刺繡等。針對江戶幕府愈發嚴苛的禁令，民間以兩種方式應對：
- 首先，用新織、染工藝取代被禁止使用的材料。例如，鹿子絞被禁止後，新發明的型、糊染迅速在民間流傳開。傳統扎染要想做出複雜的圖樣來，需要使用「纐纈」等工藝（類似用色點來作畫的點描畫法），所需工時極其可觀，價格也十分高昂。而熟練的型、糊染技師可以相對較快速做出極其精細複雜的圖案，清晰度也遠高於扎染。糊染中最為代表的京友禪染直到今日仍是最常見的女性高級和服材料，也促生了繪羽這用一整幅畫來裝飾和服的設計。

- 其次，建立新的審美體系，用內斂取代原本的奢華，因此產生了名爲「粹」（いき）的新着裝美學。由於商人階層男性的服裝被嚴格規定至幾種固定顏色（紺、茶、灰等），商人以奢華服裝炫耀財富的表現形式由外表移至裏層，產生了「裏勝り」的審美觀。直至今日，傳統男和服中精美的圖案亦被限制在長襦袢（中衣）與羽織（外套）的內襯上，而不會在日常穿著時可見。[3]

此時傳統用於固定衣服的帶逐漸發展成華麗的裝飾物，及後更成為和服不可或缺的一部分。1673年由三井高利（三井家族的始祖）於當時的江戶本町一丁目設立了名爲「越後屋」的吳服屋，本著「不會抬高售價」的營商手法而馳名於世。
江户时代中期至后期，德川幕府崇尚儒学，开展了复礼复古的天保“装束御再兴”运动，复兴公事主义，日本有职故实家开始对装束的考证，并且复兴了天皇黄袍的染色技术。德川家康的《禁中並公家諸法度》规定了天皇及诸臣的服制，主导复礼复古。德川家康把小笠原流立为官学以来，通过藩校讲授使小笠原流礼法广泛传播。1632年《小笠原家礼書》出版。趨於保守的天保服飾與「粹」的審美觀融合起來，成爲了現代男性和服審美的基礎。同時，基於鎖國政策，由外地輸入的絲綢大幅減少，而日本本地生產的絲綢卻比較偏少，未能滿足製作和服的需求。另一方面，儘管大部分西方貿易被幕府禁止，少量從英屬印度進口的印花布（更紗、さらさ）卻在日本風靡起來，催生了本土的木棉產業。此前，庶民階級往往用大麻、苧麻、芭蕉等材料製作的自然布製衣；木棉以其低廉的價格很快成爲了庶民衣物的首選。型染、注染等大規模批量生產的技術亦在這一時期開始流行，至於無法承擔高昂的布料價格的底層人民則用裁衣剩下的布料拼接起來，用刺子進行補修、加固，作成襤褸（ボロ，與中國百家布類似），及至現代成爲了收藏家喜愛的一種傳統手工藝。
1864年，因為禁門之變，幕府向長州發兵討伐，軍服決定改為西洋式，洋服開始在日本流行。

### 明治時代
因與洋人交流的機會增多，一些與西洋人有比較多接觸的人如華族、政府要員等開始改穿洋服，以便與洋人交涉，充份顯現出日本人當時急切求變的心態。至於平民，因洋服的價錢高昂，以及傳統對美的觀點所影響，江戶時代的生活模式基本上維持，故此平民多為穿著和服。由於此時期日本出現了兩種截然不同的服飾，因此在需要區分的場合下將「着物」一詞改稱為「和服」，將日本傳統的服飾與由西洋傳來的洋服作分別。
日本因明治維新的關係，政府推動了現代化的紡織工業，使和服衣料產量大升，到了大正時代其總產值更達7000萬日圓，使得當時的日本一躍成爲世界最大絲綢生產國。另外重新開國的日本亦大力發展與外國的商貿往來，引入了不少新的衣料，使和服的材質變得多元化。另外，亦因為工業的推動，布料的染色技術大幅提升，亦使和服的紋理及色彩變得斑爛。
1871年9月3日，明治天皇廢止自奈良時代從唐朝引入、經歷平安時代發展起來的公家裝束，其詔書云“如今衣冠之制、模倣自中古唐制、風格流于軟弱”。此後至二戰結束，日本皇家大禮服皆採用歐洲式的軍裝，於戰後改爲商務式西裝。然而，古來傳承的公家裝束在登基以及其他重要神道祭典上仍然作爲朝廷禮服使用。
同年，颁布散发脱刀及制服着用令，规定大臣、参议、诸省长、次官除了朝仪以外，以羽织袴为便服。明治十年太政官宣布羽织袴为官吏通常礼服。而武家侯国夫人的大礼服打掛成为花嫁衣裳，略礼服染帷子成为平民礼服。此外，為了統一陸軍及官僚的制服，明治天皇頒布了政令，讓警察、鐵道員及教員等逐漸改穿洋服。另外軍隊亦規定必須穿著軍服，而當時的軍服正是洋服。而當時的軍服亦在後來演變成當時男子學生的制服。由於明治維新不斷力求西化的行徑，洋服逐漸取代和服於平民中的地位。此時期平民服裝的西化大多局限於男性，剛剛接觸到西洋服裝的日本朝野上下很快流行起來「和洋折衷」的穿衣風格。由於和服和洋服還沒有成為兩個固化的分類，因此對很多人來說將日本傳統與西方服飾融合穿著並沒有違和感。例如，當時常見的搭配包括在小袖內部穿西式襯衫打領帶、小袖之上穿著西式外衣（今日歐美已不常見的因弗內斯大衣，由於無袖適合大袖和服，至今在日本仍時常可見）、小袖搭配西式帽子手杖皮鞋等等。
與之相對，明治時期的女裝並沒有大量融入西洋元素。這一時期女裝最大的改變是引入了男式的袴。袴本來在平安時代是女性十二單內衣的一部分，形制與男裝無大異。鎌倉時代武家女性以平安內衣為便服，本來包含了袴，但是由於看起來容易聯想到戰鬥，故在儒家男女大防思想的影響下消失，只有在神道巫女的傳統裝束中得以保留。明治時代，效仿西洋建立女子學校後，入校學習的女性開始效仿男學生以袴為制服。然而，雖然當時亦有完全男裝袴的紀錄，這一舉動很快被保守派斥為女扮男裝並加以禁制。作為折衷，當時開始流行起專門的女袴，去掉了袴襠並在系帶上模仿西洋女裙，很快成為女學生的標誌服裝，到今天幾乎成為了畢業式上專用的穿著。

### 大正昭和時代
|      | 分类     |                    | 服制       |                                                          | 服饰及其质地                                                                                               |
| ---- | -------- | ------------------ | ---------- | -------------------------------------------------------- | --- |
| 和服 | 男子和服 | 礼服(仪式)         | 紋付羽织袴 | 冬服                                                     | 白纽五纹附黑羽织（羽二重）、白小袖或茶色/鼠色（羽二重）、白襦袢、袴（缟）；角带或兵儿带;白扇、白足袋、草履 |
| 和服 | 男子和服 | 礼服(仪式)         | 紋付羽织袴 | 夏服                                                     | 五纹黑羽织（罗或纱）、白襦袢、袴（缟）；角带或兵儿带；白扇、白足袋、草履                                   |
| 和服 | 男子和服 | 略式礼服(访问)     | 羽织帷子   | 羽织帷子                                                 | 五纹或三纹附黑羽织、白色以外帷子、襦袢                                                                     |
| 和服 | 男子和服 | 丧服               | 同礼服     | 同礼服                                                   | 同礼服 |
| 和服 | 女子和服 | 礼服(仪式)         | 帷子       | 冬服                                                     | 裾模样五纹附黑留袖或色留袖（缩缅[绉]）、白襦袢或色襦袢；丸带、白带扬、白带留；涂骨白扇、白足袋、草履       |
| 和服 | 女子和服 | 礼服(仪式)         | 帷子       | 夏服                                                     | 裾模样五纹黑留袖或色留袖（罗或纱）、白襦袢；丸带、白带扬、白带留；白扇、白足袋、草履                       |
| 和服 | 女子和服 | 访问着（略式礼服） | 帷子       | 裾模样或江户褄模样色留袖、色无地或小纹；缝纹或三纹附     | 裾模样或江户褄模样色留袖、色无地或小纹；缝纹或三纹附                                                       |
| 和服 | 女子和服 | 丧服               | 帷子       | 黑无地纹附、白襦袢；黑丸带、白带扬、白带留；白足袋、草履 | 黑无地纹附、白襦袢；黑丸带、白带扬、白带留；白足袋、草履                                                   |

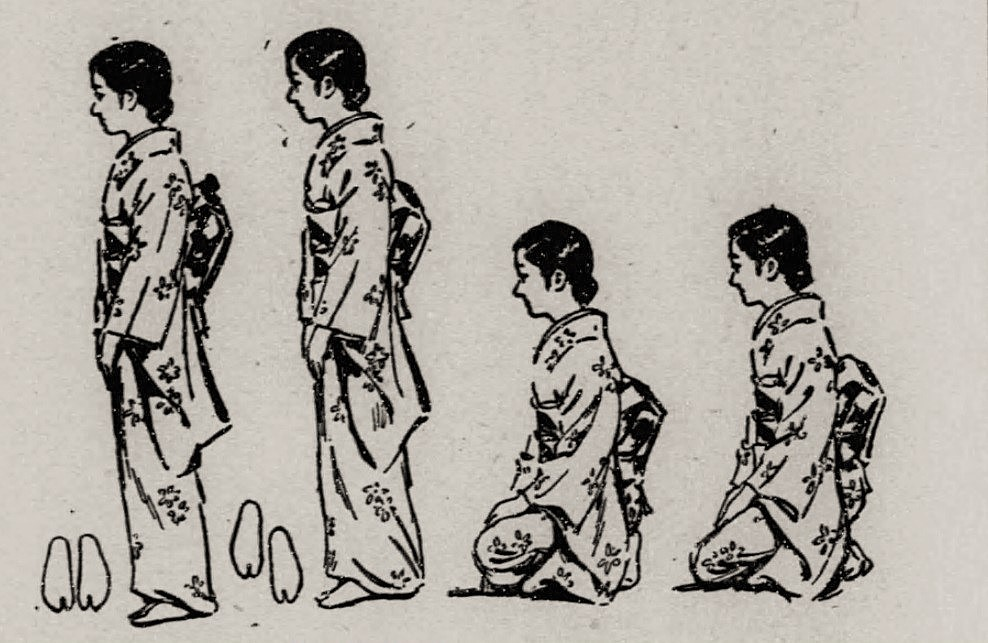
1941年《昭和国民礼法要项》所規定的穿着和服從正坐到站立的動作規範

大正時代因明治維新將大量西方文化帶進日本，使西服取代和服成為流行的服式。再加上女性主義的抬頭，使得服裝西洋化變得不再局限於男性，如女學生的制服由初期日本化的行灯袴變為後期西化的水手服。這一時期，受當時歐洲裝飾藝術風格的影響，女性和服的花紋開始從傳統的和式紋樣轉向大膽的西式花紋，而機器生產的銘仙絲綢也大大降低了絲綢的成本，使得大正時代的女性勇於嘗試嶄新的紋樣。這一時期的和服風格作爲大正浪漫的一部分，被竹久夢二等畫家記錄下來。
於1923年的關東大地震成爲了一個洋服取代和服的轉捩點。由於災後社會動盪，穿著和服的女性往往就因為和服緊身的剪裁影響，不僅在災害發生時難以快速逃脫，更成爲了各種犯罪、搶掠的目標。翌年，「東京婦人子供服組合」發起了婦女服裝西洋化的行動，使洋服進一步取代和服成為婦女的日常穿著。
第二次世界大戰爆發後，由於日本國內混亂，服裝趨向以實用為主，如當時所制訂的國民服。雖然在30年代前期到中期開始流行一些「戰爭紋樣」（如飛機、坦克、軍旗等），表達了當時日本國內高漲的軍國主義情緒，但戰局開始轉向不利日本後，日本軍政府開始轉向全國動員，號召全日本女性將不方便勞動的和服改裁成長褲（もんぺ），藉以將女性納入戰時生產的體系內。這一改變亦為戰後洋服完全取代和服為日常服奠下了基礎。
1935年（昭和10）至1938年日本战时体制移行期的国民礼法构想，基于小笠原流礼法强化作法教育。昭和13年（1938），日本文部省成立「作法教授要項調査委員会」，当时礼法的最高权威、《日常礼法心得》的作者、贵族院议员、侯爵德川义亲任调查委员长，研究男女中等学校修身教授要目，振兴礼教。1938（昭和13）～1939年《礼仪作法全集》9巻刊行。1941年文部省颁布《昭和国民礼法要项》，在学校贯彻实施。《礼法要项》对国民礼服进行了详细的规范，实际上是包括服装、礼仪（冠婚葬祭）以及弓道（射礼）。《礼法要项》第九章规定了平民男子冬季礼服纹付羽织袴、夏季浴衣和女子礼服、访问服等。

### 戰後至現代
戰後，日本在美國主導下飛速現代化。由於穿著麻煩的和服變得昂貴，而反之實用的洋服變得便宜，以和服作為日常衣服的人逐漸減少，僅保留了禮服功能。
到了上世紀60年代，已經初步實現了經濟復甦的日本開始再次轉向對本民族特色的探尋。三島由紀夫等作家推動的右翼運動再次提出以「日本精神」面對現代化帶來的文化迷茫。和服作為一個既存的日本文化符號被重拾起來。與戰前不同的是，戰後的和服復興有很強的性別烙印；除了少數右翼人士外，大部分普通日本人將和服視為一種前現代的代表，從而對穿和服的男性產生了負面的刻板印象，認為他們與現代化的日本格格不入。與之相對的是，女式和服在很多人眼中成爲了傳統的「大和撫子」式賢妻良母的形象，與強調自身性吸引力的西式女性形象對立起來。促成這一發展的是六十年代開始風靡起來的「着付教室」。着付け意為穿著和服的步驟，但這一概念在戰前並不存在——和服作為普通的衣物時，並沒有人專門開辦學校講解如何穿著，而一般都是從小在家中作為生活常識學會。然而，經歷了數十年的淡化後，很多人從未在家中學過穿著和服，因此當時不景氣的日本紡織業便企圖通過開班教學鼓勵更多人穿著用傳統紡織品縫製的和服。1964年日本专门成立了“装道礼法着物学院”，培养出了大量的装道和服专家，普及和服着装、礼法、和裁、创意、美容以及出版图书。昭和50年日本政府颁布了《傳統工藝品產業振興法》，根据第21条设立了传统工艺产业振兴协会1966年全日本着物振興会成立，提倡11月15日为和服日，并号召大众在七五三節穿和服。，并成立了由日本文部科学省、经济产业省认可的全日本和服顾问协会。為便於教學與驗收，很多原本沒有特別規定的細節被着付教室固定成為了規矩。着付教室提倡的穿法要求用束身布和墊布「補正」女性身形，其最終結果與西式衣裝塑造的女性理想曲線身材剛好相反，是從上至下的直筒身材。完全掩蓋女性性徵的着付教室式穿法很快成為了保守主義者眼裏「唯一正確」的穿著方式並延續至今。

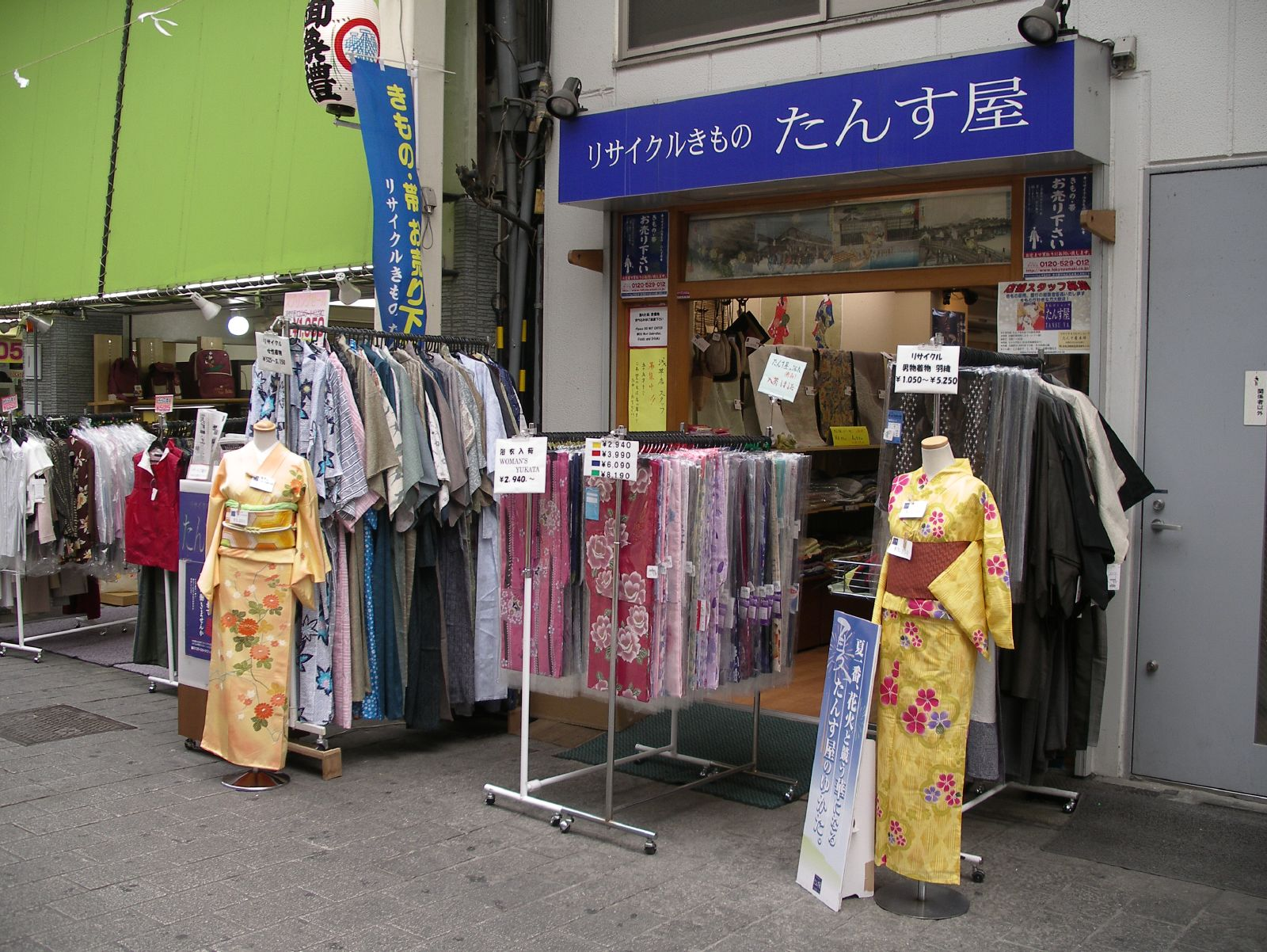
現代的二手和服店（リサイクル着物），攝於東京淺草區

然而，經濟騰飛與着付教室提倡的高級形象使得戰後的和服業很快拋棄了戰前大正浪漫的價格親民路線。由於「會穿和服」成為了女性的一種文化資本，傳統紡織業愈來愈轉向高端市場，價格也水漲船高。隨着日本經濟走向停滯，高價和服市場再一次受到了嚴重打擊，很多和服業者一厥不振而相繼倒閉。到了昭和末期，僅有少數行業（例如神道巫女）、神官、相撲選手、藝妓等人士，由於工作規例所限，必須日常穿着和服。。
步入平成年代，泡沫景氣的破滅導致絕大多數日本人消費大幅降級，已成為最高級奢侈品代名詞的和服成為了日本經濟衰退的直接犧牲品，市場份額從1980年代初的1.8兆日圓急跌到2023年的2500億日圓。面臨危機的和服業界不得不再次改變經營路線。本來，現代以前的日本由於資源匱乏而不得不將一件和服代代相傳或是作爲二手品出售，但戰後和服產業開始定位高端市場，戰前極為繁華的二手和服交易市場也在這一時期銷聲匿跡。隨著經濟不景氣，原本帶有負面印象的二手和服重新成為很多人購入和服的重要來源。此外，與西式服裝從傳統量身訂製過渡到固定尺碼的成衣一樣，從平成時代開始很多和服商亦開始販賣成衣，以價格低廉吸引買家。這些成衣往往使用現代的化學纖維材質，在壓低成本的同時也使得很多現代的印刷設計圖樣成為可能。21世紀的和服得以再度成為部分重要活動或場合的流行服飾，而浴衣則因輕便及涼快之故而成為現今很多日常場合或者參加夏季祭典活動的熱門衣著。目前日本国民於傳統藝能、婚禮葬儀、傳統節日（日本新年及夏日祭典）、赴宴、畢業或剪綵典禮、成人式等場合都可根據個人喜好，自由穿着和服。另外，互聯網的發展也使得和服作為一個小眾愛好重新復活，更逐漸成為潮流的一部分。

## 樣式
傳統和服的顏色及通常取自大自然的裝飾圖案，都帶有強烈的象徵內涵，並透露了穿著者的年齡、地位、財富及品味。江戶時代，女子的服飾漸漸變得鮮明奪目，而男子的服飾則慢慢變得莊重樸素以顯出身份地位。年齡與婚姻狀況也影響了和服的款式和花色。

### 女性

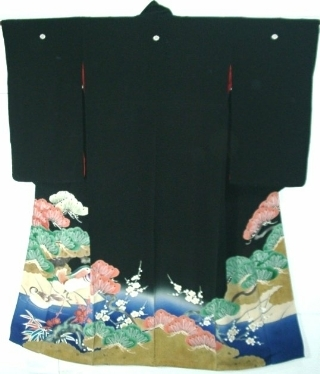
江户褄模样三纹附黑留袖

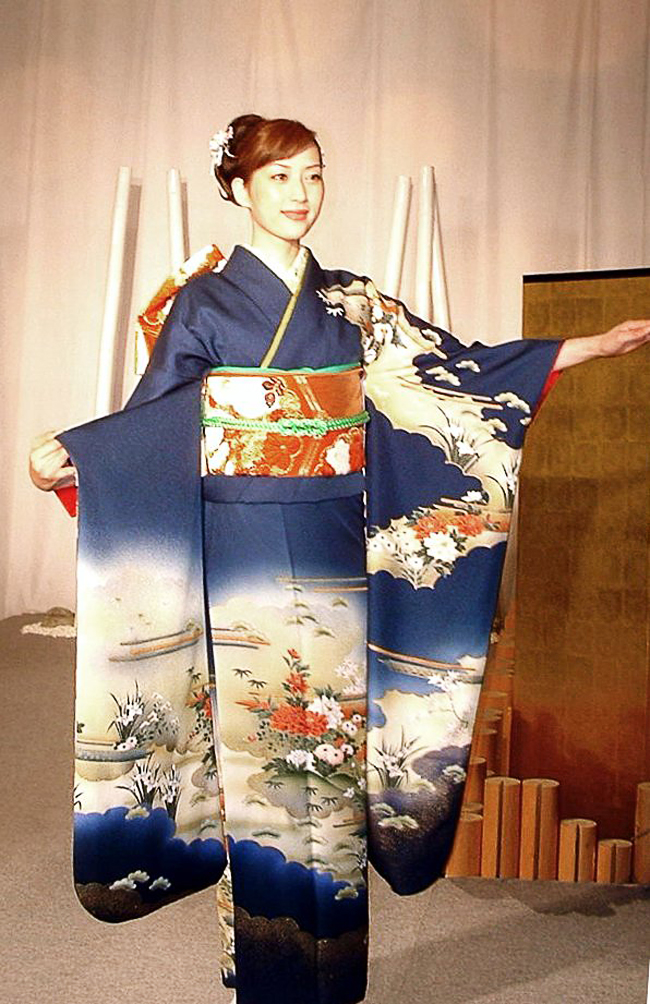
身穿振袖的日本女子

現今很多日本女性都不懂得如何自己穿著和服，這是因為現代大部分的和服都包含了至少十二件的部件，而且需要複雜的方法去將其穿著、組合及繫穩。因此許多時候女子穿著和服都需要別人協助，甚至需要專業人士協助穿著。現代女性和服的樣式大多反映了其年齡、婚姻狀況及社會地位，也反映了穿著場合的重要度。
- 花嫁衣裳（はなよめいしょう）為女性結婚時的服飾。日本的傳統婚禮為神前婚禮；而花嫁衣是神前婚禮的必要穿著。花嫁衣主要分為三種，包括打掛、白無垢以及振袖（通常為大振袖），色調以白或紅為主。打掛是幕府时期侯国夫人的正式礼装，仅在节日、庆贺仪式上着用。未婚女性也可以着用。白無垢是幕府时期士族女子婚禮禮服，绫、纶子、羽二重质地。太夫以及地位更高的女子嫁娶礼服则更为多彩华贵的打掛。

- 振袖為未婚女性所穿著的和服，有色彩斑斕的圖案及紋理。依照袖的長短分為大振袖、中振袖及小振袖，其中大振袖袖長超過鯨尺二尺七寸（約102.3公分），最長可達三尺（約113.6公分）。

- 二尺袖，又稱小振袖，顧名思義袖長鯨尺二尺（約75.8公分），屬於女性在成年式及畢業典禮時較常穿著。其下通常搭配女式行燈袴。

- 黑留袖（黒留袖）為已婚女性所穿著的和服，色調為黑色，袖長短于振袖（一般爲一尺三寸，約49公分），裙襬及袖口多以刺繡繡上圖案，腰帶則多鑲有金或銀色的線。黑留袖通常於孩子婚禮時，由其母親所穿著。傳統在日本觀念中，女性結婚後振袖必須剪短改成留袖。然而今日的留袖一般並不是剪短的振袖，而多爲專門製作。

- 色留袖（日语：色留袖）與黑留袖基本上一樣，但與其不同的是色調會是單一的其他顏色。通常都是於婚禮場合上，由已婚的女性親友所穿著。

- 訪問著（日语：訪問着）是略式礼服，仅次于礼服。是一種穿著場合很廣的正式衣著，沒有未婚或已婚之分。訪問著的下裾多印有俏麗的圖案。
- 色無地（日语：色無地）是略式礼服，為一種未婚及已婚女性均可穿著的單色和服。通常在參與茶會時所穿著。

- 普段著（ふだんぎ）的材質、花紋及顏色等都沒有特別規定。可以在多種普通場合中穿著，甚至作為家中的穿著。

- 畢業著（卒業着、そつぎょうぎ）通常為參與一些畢業典禮（大專或以上）時的穿著。與普通和服不同的是，它的鞋可以是馬靴。這是明治時代末期至昭和初期的女子校服所演變而成的。

- 浴衣為夏服，是以木棉為材質的簡化版和服，非正裝，不用於正式場合。[24]在日語語境中亦常將「浴衣」與「着物」對立起來，在此用法中前者不屬於後者。浴衣因材質輕便而令穿著者容易感到涼快，但它與其他日本傳統衣着基本上相似，有著直線的縫接與寬闊的衣袖。

### 男性

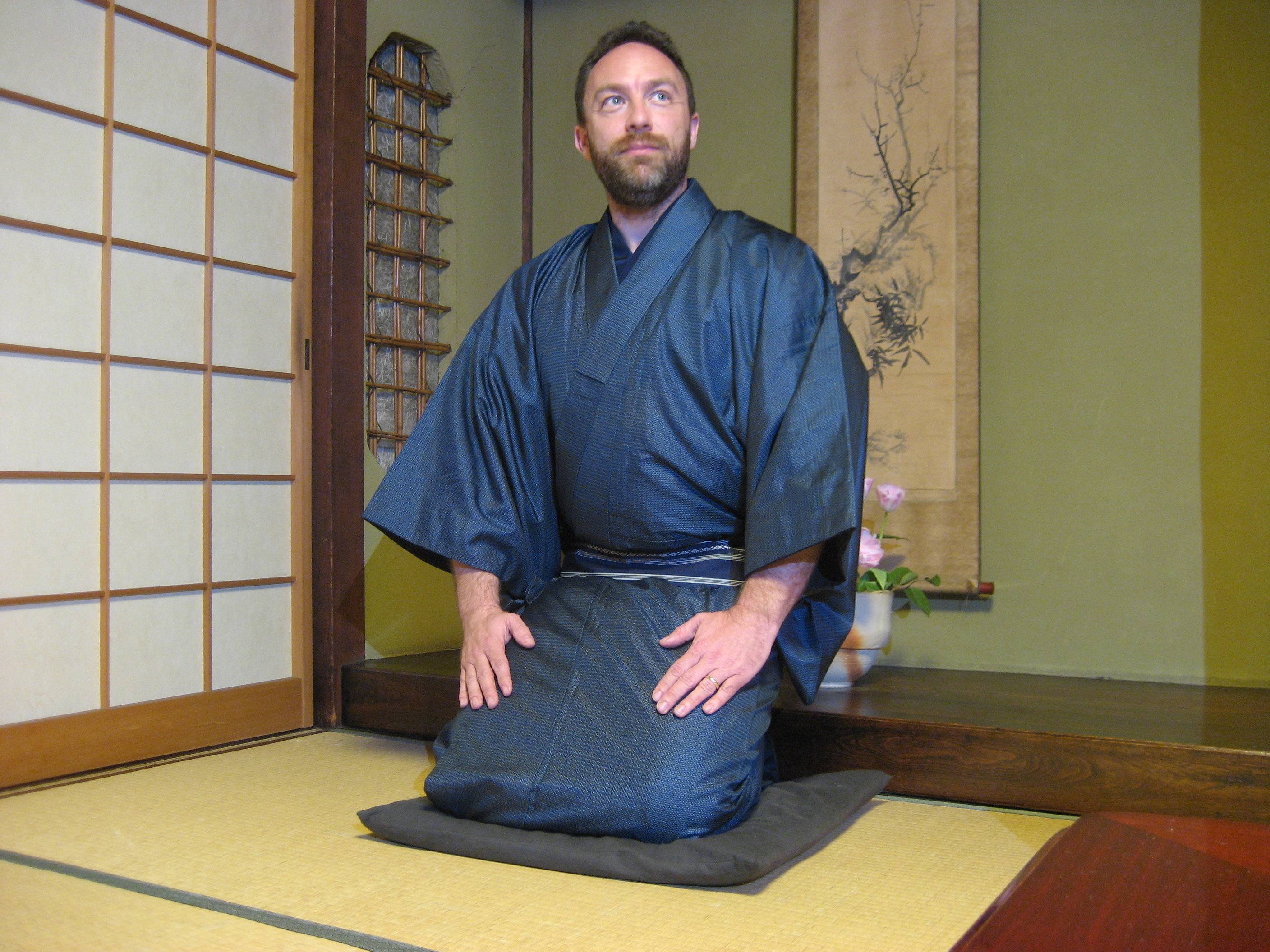
身着男式和服的维基百科创办人吉米·威尔士

相較於女子的和服，男子的和服簡潔許多。正式的男和服會有襦袢、長着、角帶、羽織、袴、足袋等。現今男子和服最大的特徵在於其布料。典型的男子和服的布料色彩都是偏向素淡，如黑色、深藍色、綠色跟啡色都是常見的顏色，布質都是無光澤的而且沒有任何花紋。部分新潮的男子和服的色調會比較光鮮，如紫色、淺綠色、淺藍色等，另外亦擁有一些細小的花紋。
從正式度的角度考量，可以分爲以下幾種穿法：
- 紋附羽織袴（日语：紋付羽織袴）（もんつきはおりはかま）：最爲正式的禮服，上身爲色無地（日语：色無地）羽二重製的長着與羽織套裝，下身爲縱條紋的袴，以仙台平（日语：仙台平）爲上品。長着、羽織皆附有五處染紋。黑色的上身套裝爲最正式，明治時代定爲國民第一禮服。其他顏色的上身套裝正式度略低。另外，黑色以外的紋附羽織袴可採用一紋或三紋（而非五紋），紋數越少正式度越低；亦可採用正式度較低的繡紋（而非染紋）。
- 羽織袴（はおりはかま）：男性正裝，同上但不附紋，材料亦可採用御召（日语：お召）等縮緬（縐）類絲綢。長着與羽織爲套裝的正式度較高，若非套裝則正式度較低。
- 長着袴（ながぎはかま）：男性正裝，無羽織，僅以長着上穿袴。正式度低于有羽織的組合，但在參加傳統茶會時，必須脫掉羽織進入茶室以顯示對亭主的尊重（羽織演變自古代醫生、茶人穿着的「十德（日语：十徳）」外套，因此僅高階茶人或者獲得亭主免許的人可在茶室內穿着[25]）。
- 羽織（はおり）：男性常服，穿長着與羽織。套裝屬於普通正裝（類似女裝的訪問着），非套裝則屬於常服。
- 着流（きながし）：男性常服，僅穿長着，不穿羽織。
- 浴衣（ゆかた）：男子的浴衣相比起女子的浴衣會比較容易穿著，但大體上跟女子的浴衣差不多。[24]

此外，其他傳統多由男性穿着的便服有時會被被納入「和服」的範疇內，但通常不會稱之爲「着物」。屬於此範圍內的服裝包括：
- 甚平：一種居家服，非常輕便，一般不會外出時穿着。
- 作務衣（日语：作務衣）：源自禪僧進行作務時的着裝，現今亦有女性版，但大部分爲男性穿着。
- 半纏（日语：半纏）：源自過去庶民進行勞動時穿着的短上衣，直領合襟，現今多爲祭典參加者穿着。

- 法被：半纏的一種，過去是職人爲宣傳店鋪所製作的印有很大店鋪紋章與名稱的服裝，現今仍在各種祭典上由開攤鋪的人穿着，男女不限。

以下爲主要由男性穿着的內衣：
- 褌（ふんどし）：男性內褲，類似中國的兜襠布，有很多不同種類。正統派會穿在着物以下，但通常不會外露。僅在某些祭典儀式上，參加者習慣將着物的裾掀起，卷在臀後，稱爲「尻端折」（しりばしょり），這樣穿着時褌會露在外面。
- 日式短褲（ステテコ）：一種及膝的短褲，經常穿在着物下，明治時代由西式褲子發展而來並迅速風靡日本。

### 帶

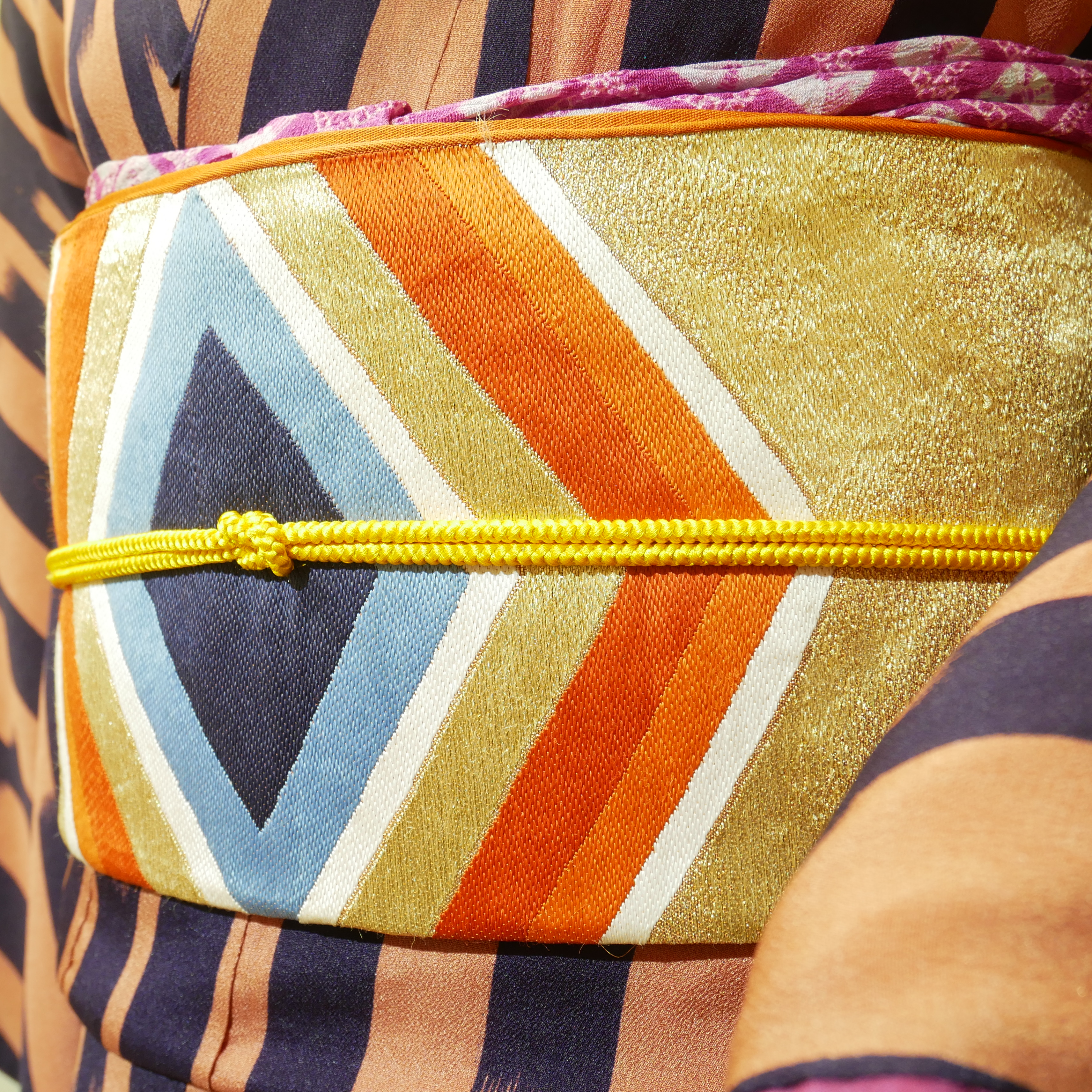
女式帶，上系有帯締，帶與身體間夾有帶揚。

穿著和服會用到腰帶（帯）。原本帶的目的是將其打結以使其穩固地穿著在身上而不需要用到任何鈕扣，然而隨着日式腰帶的發展，現代複雜的腰帶往往並不起到固定衣服的作用，而需要在下面再加腰紐、伊達締等固定。
腰帶的款式種類也很多，男性一般用角帯，而女的則會用袋帯、名古屋帯、袋名古屋帯（八寸帯）、半巾帯。亦有較軟的兵兒帶，僅浴衣使用，依寬度有男女二種。女子大带多用金襴质地，或黑底梅松樱织锦。桃山时代，日本女性曾用细带束腰，但未被推广。丰臣秀吉进攻朝鲜时，驻兵名古屋。当时，云集在名古屋的艺妓头扎大发髻，身穿小袖衣，腰缠由中国工匠织的青红两种颜色的筒状锦带，很是艳丽。这种时髦的打扮，立即流行开来，被称作"名古屋带"或八寸带（约30厘米宽，近4米长）。名古屋带的工艺多为博多织、綴織，通常搭配付下、色無地、小紋、紬的和服。留袖、訪問着、振袖和服则多配以袋带，带宽約31厘米、长约4米半，打二重太鼓结。
室町时代初期，富家妇女的衣带一般有5厘米宽，到了江户文化的顶蜂期，有的衣带宽约30厘米，长达4米。明治时期，衣带的发展进入全盛时期，各式品种名目繁多，有裡外全绣的丸带、部分绣花的袋带、名古屋带、单带等10多种式样。高级礼服通常会搭配名古屋带。帶在日本人的眼中還是一件很重要的物品。每逢七五三節，外祖母一家要給外孫或外孫女送上一條腰帶。而訂婚時男方亦要給自己的未婚妻送上腰帶以表珍重。另外在部分地區，若一對夫婦有一人去世，另一半就要把自己和服的腰帶一同放進棺材陪葬，以示悼念。
帶的附件包括：
- 帶締（おびじめ），帶上額外再綁上的細帶，用於加固某些帶結。其顏色一般與帶本體形成反差。
- 帶留（おびどめ），帶締之上裝的小紐，起到裝飾作用。
- 帶枕（おびまくら），身體與帶結間的一種較硬的小枕頭，用來撐起袋帯、名古屋帯等打的「太鼓結」。
- 帶揚（おびあげ），一條軟布，用來把帶枕綁定在身上。一般會從繫好的帶上端露出一點點。
- 帶板（おびいた），用來防止前帶產生皺褶而在帶間夾帶的硬板，常見有長49公分（名古屋帶用）和長33公分（半幅帯）。

### 小物

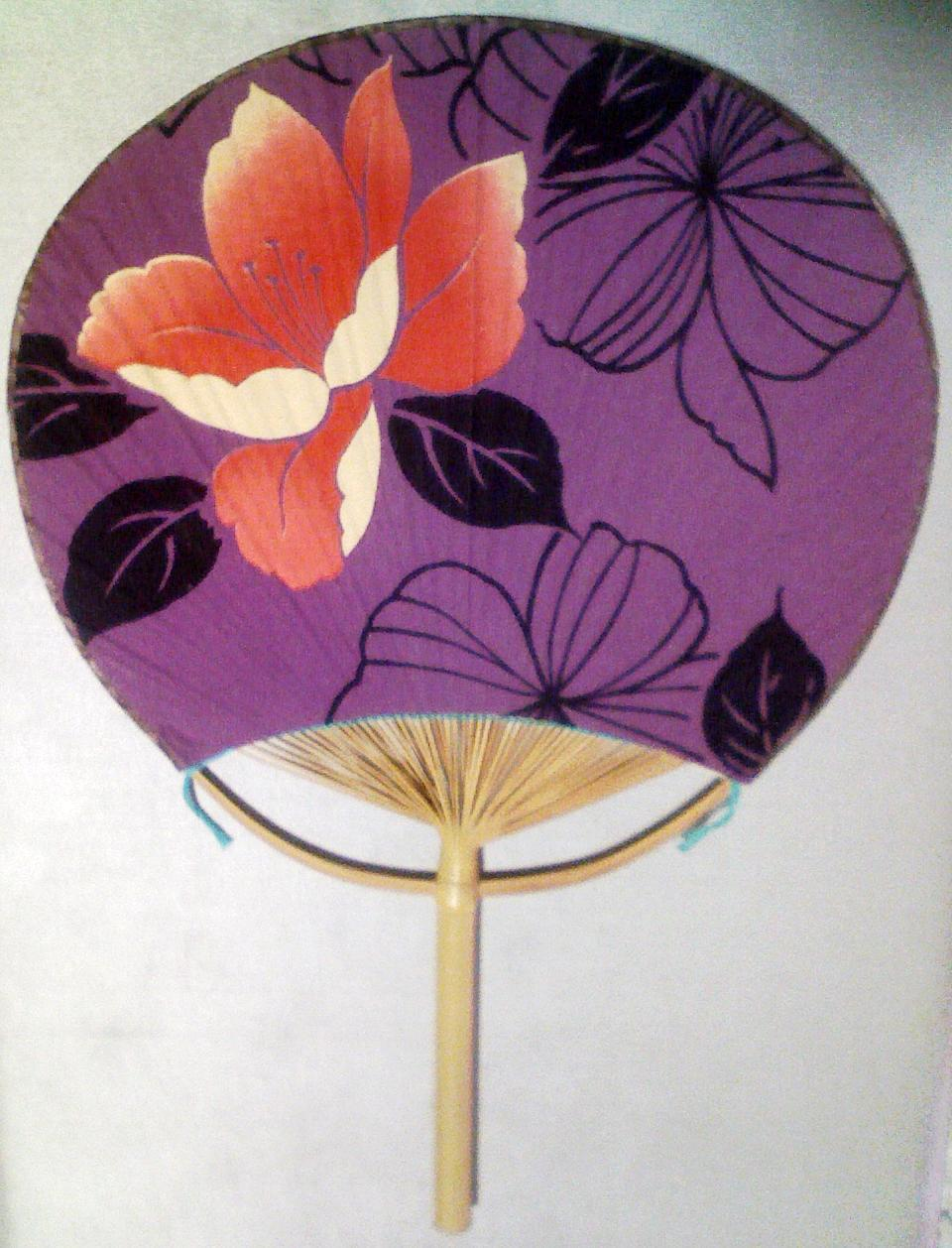
团扇

一套和服除了衣服的部分之外，還包括了腰帶、布襪（足袋）、木屐等不同的部件。和服的色彩丰富，小装饰较多。
- 襦袢是一種穿在和服內的中衣，男女均可穿著。分爲長襦袢、半襦袢。長襦袢的出現是因為和服多以絲質製成，非常纖弱以及難以清潔，穿上長襦袢就可以避免身體與和服的接觸，減低弄污的機會。此後，很多長襦袢亦以絲綢製成，故長襦袢之下又會加穿肌襦袢。

- 半襟是長襦袢露出衣領的部分。傳統半襟縫在長襦袢之上，可以拆卸更換或清洗。現代爲了方便亦有拉鏈、設計。女性的半襟通常爲白色，男性有各種不同顏色選擇。

- 足袋是指穿著和服時，要穿上的分趾襪。女性通常爲白色，男性有各種不同顏色選擇。

- 履物指各式傳統人字拖鞋。夏季穿着浴衣時，也有些人脚上不穿木屐，而是穿着凉鞋。

- 木屐，男性所穿一般較為樸素，大部分都是淡黃色，沒有任何裝飾花紋；而女子的則變化很大，五顏六色，並且大多有雕刻上不同的花紋。木屐通常以木製成，現今多與浴衣同穿。

- 草履通常由布、皮及玻璃等材料製成，男女子皆可穿。與木屐一樣男子的會較為樸實而女子的會較為花巧。

- 草鞋是由草所織成的鞋，多為僧侶所穿著。

- 裝身具

- 扇子，分爲源自中國的團扇（うちわ）和源自日本的摺扇（扇子）。
- 菸草入（たばこいれ），江戶時代庶民喜好放置菸管、菸草的收納品。
- 印籠，原本是武士放置藥劑用的多段式盒子，現在成爲了藝術品收藏家喜愛的古代工藝品。
- 根付，將印籠固定在腰帶上的小紐，有很多精美的雕刻品。

- 髮簪為女子穿著和服時為頭髮梳成髮髻時所用的裝飾品。簪上的裝飾品通常有絲製的假花、木製部件或寶石等。

## 結構
和服的剪裁十分簡潔，以一整條反物裁成八塊布（身頃兩塊、袖兩塊、衽兩塊、地襟一塊、共襟一塊），以量體得出的寸法縫合。多出的縫份不裁去，而是用暗針和衣身縫合。一條反物裁成和服後僅剩下長方形的一條餘布，稱爲「端切」（はぎれ）。和裁的縫製要求從外側無法看到任何針腳，從內側僅能看到背、兩脇連結的縫線，而看不出縫合縫份的針腳。此外，身頃的剪裁會略長與最終的身丈，長出的部分縫合後固定在內部，稱爲內揚（うちあげ）。因此，所有和服理論上都可以一定程度上延長身丈、身幅、袖幅等尺寸，在物資匱乏的古代起到節省布料的作用。高價的和服在清洗時會將八塊布全部拆開並重新縫合成一條反物，洗好後再次縫製成衣服。繪羽的和服甚至會在清洗後重新染色。
此外，裁製和服根據季節可分爲以下幾種製法：
- 袷（あわせ）：有內襯的衣服，其內襯男女製法有別：男式通體爲一體；女式分上下兩部，在腰部上下縫合，上稱「胴裏」（どううら），下稱「八掛」（はっかけ）。[27]傳統在10月至5月間穿着。
- 単衣（ひとえ）：比袷略輕薄的衣服，採用不透明的材料。，腰部以上無內襯，腰部以下可以加縫不透明內襯，稱爲「居敷当」（居敷当て、いしきあて）。傳統在6月和9月穿着。[28]
- 薄物（うすもの）：採用透明的輕薄材料的衣服（代表材料有絽、紗、羅、麻、上布等[29]），可含或不含居敷当。

男女和服的主要區別有以下幾點：
- 女式着物、浴衣胸部以下的部分會折起來，用腰紐固定住，这一部分叫端折（おはしょり）。端折以达到一定长度为美，如果较短则会让人觉得不成体统。男性、儿童和服不需要留出端折。

- 男子的和服與女子的一樣擁有很長的袖底，但不同的是袖底朝向身體的一側縫合，並與身體接合，只剩下末端二寸五分（約9.5公分）的位置未被縫上，稱作「人形」（にんぎょう）。此外，脇線在袖子下整個縫合，因此衣服與袖子間完全沒有開口（即沒有女性和服的身八口、振八口）。

- 女物的襟較寬（約11.5公分），穿着時需要疊起來。浴衣亦經常疊好後縫製。男物的襟不需要疊，且比女物窄（約5.5公分）。

- 男式和服穿着時在腰部繫帶，女式在胸部。因此男式和服的内揚比女式和服低，襟也更長。

- 男式和服穿着時後頸部與襟緊貼，女式則將後襟向下拉，露出後頸，稱爲衣紋抜き（えもんぬき）。因此女式和服的襟在縫製時要向下縫數公分，稱爲「繰越」（くりこし）。

## 染织
中国出口日本的最高级织物称为名物裂，包括金襴銀襴、緞子、錦、間道、風通、紹巴、金罗、印金等。松平不昧《古今名物類聚》名物裂描绘了106種166裂织物。文化元年（1804）出版的《和漢錦繍一覧》中收录了多达342种织物。緙絲（刻絲）在日本称为綴、綴錦、綴織。明治以降，织工龍村平蔵和川島甚兵衛潜心研究复原名物裂，将西陣織发扬光大。西陣織包括爪搔本綴織、經錦、緯錦、緞子、錦緞、紹巴、風通織、模仿織、凹凸織、天鵝絨織、飛白花紋、以及繭綢等。通常用于制作能服飾、禮服、屏風、和服背腰帶、和服、金線織花的錦緞。结鹿子是绞缬的一种。友禅染是以江户时代中期的绘法师宫崎友禅冠名的。他于17世纪末期在京都从事扇面绘画，并将绘画手法引入染织工艺，突破了小袖的刺绣和绞染的工艺界限。友禅染采用三角锥形的涩纸筒挤出“丝目糊”沿着纹样轮廓线挤置精细的线条，然后染出各部分的图案。
和装织物主要包括西阵织、博多织、丹后缩缅、加賀絹、小千古缩、結城紬、大島紬等等。女子和服正装以御召縮緬为上品。長襦袢、掛裏多用富士绢。和服正装传统上使用的材料为并幅（小幅）反物，多为日本经济产业大臣指定传统工艺品。傳統反物的尺寸傳承自唐代，在日本多以鯨尺測量。明治以來，一鯨尺法定爲曲尺一尺二寸五分（約合37.9公分），反物布幅寬約爲一鯨尺，長一反（三丈左右，約11–12米），故称反物，一反为一衣。現代由於多數人身高、臂長已超出明治年間的鯨尺標準，因此多數吳服屋會販賣超過一尺布幅的反物，稱爲「特大號」（キングサイズ），具體幅寬40–42公分不等，布長亦延長到12.5米以上。
| 衣料            | 织法                                                                 | 分类                                                                 | 服地                                                                 | 柄模样                                                               | 用途                                 |
| --------------- | -------------------------------------------------------------------- | -------------------------------------------------------------------- | -------------------------------------------------------------------- | -------------------------------------------------------------------- | ------------------------------------ |
| 绢织物 （正绢） | 平織物                                                               | 羽二重                                                               | 羽二重                                                               | 無地                                                                 | 正裝、胴裏                           |
| 绢织物 （正绢） | 平織物                                                               | 铭仙                                                                 | 伊势崎铭仙、秩父铭仙、足利铭仙                                       | 絣、缟、無地                                                         | 和服正装                             |
| 绢织物 （正绢） | 平織物                                                               | 紬（繭綢）                                                           | 结城紬、大岛紬、丰田紬、信州紬、塩沢紬、米沢紬、郡上紬、黄八丈       | 絣、缟、無地                                                         | 和服普段着                           |
| 绢织物 （正绢） | 縐織物                                                               | 缩缅                                                                 | 丹后缩缅、古浜缩缅、一越缩缅                                         | 無地、縞等                                                           | 和服正装                             |
| 绢织物 （正绢） | 縐織物                                                               | 御召                                                                 | 西陣御召、白鷹御召、塩沢御召                                         | 無地、縞等                                                           | 和服正装                             |
| 绢织物 （正绢） | 纹织物                                                               | 唐织                                                                 | 金襴银襴、晕裥锦、缀锦织、繻珍、缎子、纶子                           | 有职纹样、正仓院文样                                                 | 公家着物、唐衣、能装束、和服带、袋物 |
| 绢织物 （正绢） | 纹织物                                                               | 西阵织                                                               | 缀织、經錦、緯錦、缎子、錦緞、紹巴、風通織、模仿織、凹凸織           | 有职纹样、吉祥纹样                                                   | 公家着物、唐衣、能装束、和服带、袋物 |
| 绢织物 （正绢） | 纹织物                                                               | 博多織                                                               | 博多带、名古屋帯                                                     | 献上柄等                                                             | 公家着物、唐衣、能装束、和服带、袋物 |
| 锦              | 纹织物                                                               | 大和锦、佐贺锦、鹿岛锦                                               |                                                                      |                                                                      | 公家着物、唐衣、能装束、和服带、袋物 |
| 麻、上布        | 小千谷缩、越後上布、近江上布、八重山上布、能登上布、宮古上布         | 小千谷缩、越後上布、近江上布、八重山上布、能登上布、宮古上布         | 小千谷缩、越後上布、近江上布、八重山上布、能登上布、宮古上布         | 小千谷缩、越後上布、近江上布、八重山上布、能登上布、宮古上布         | 夏物、浴衣                           |
| 木棉织物        | 久留米絣、真冈木绵、远州木绵、三河木绵、松阪木绵、丹波木绵、片貝木綿 | 久留米絣、真冈木绵、远州木绵、三河木绵、松阪木绵、丹波木绵、片貝木綿 | 久留米絣、真冈木绵、远州木绵、三河木绵、松阪木绵、丹波木绵、片貝木綿 | 久留米絣、真冈木绵、远州木绵、三河木绵、松阪木绵、丹波木绵、片貝木綿 | 浴衣                                 |
| 自然布          | 芭蕉布                                                               | 芭蕉布                                                               | 芭蕉布                                                               | 芭蕉布                                                               | 夏物                                 |
| 染              | 正蓝染、黒羽蓝染、草木染、益子草木染                                 | 正蓝染、黒羽蓝染、草木染、益子草木染                                 | 正蓝染、黒羽蓝染、草木染、益子草木染                                 | 正蓝染、黒羽蓝染、草木染、益子草木染                                 | 染色                                 |
| 染              | 型絵染、红型、长板中形                                               | 型絵染、红型、长板中形                                               | 型絵染、红型、长板中形                                               | 型絵染、红型、长板中形                                               | 染色                                 |
| 染              | 高崎手捺染、大田绞染、有松鳴海絞、友禅染、手描金更纱                 | 高崎手捺染、大田绞染、有松鳴海絞、友禅染、手描金更纱                 | 高崎手捺染、大田绞染、有松鳴海絞、友禅染、手描金更纱                 | 高崎手捺染、大田绞染、有松鳴海絞、友禅染、手描金更纱                 | 染色                                 |
| 绣              | 桐生刺绣、江户刺绣                                                   | 桐生刺绣、江户刺绣                                                   | 桐生刺绣、江户刺绣                                                   | 桐生刺绣、江户刺绣                                                   | 打掛装饰、和装小物                   |

染印(江戸小紋、友禅、正藍染、長板中形、型絵染、紅型、伊勢型紙、木版摺更紗）、纺织（有職織物、罗、結城紬、久留米絣、献上博多織、紬縞織・絣織、紬織、佐賀錦、綴織、经錦、紋紗）、刺绣、献上博多帯等相关染织技艺被列入日本重要無形文化財。
和服的纹样分为有职纹样、有栖川錦、桐竹鳳凰文、宝相花、唐草文、花菱、扇面、矢絣、七宝、青海波、万寿菊、四君子文样（蘭、竹、梅、菊）、元禄模样、寛文模样、慶長模样等等。

## 场合

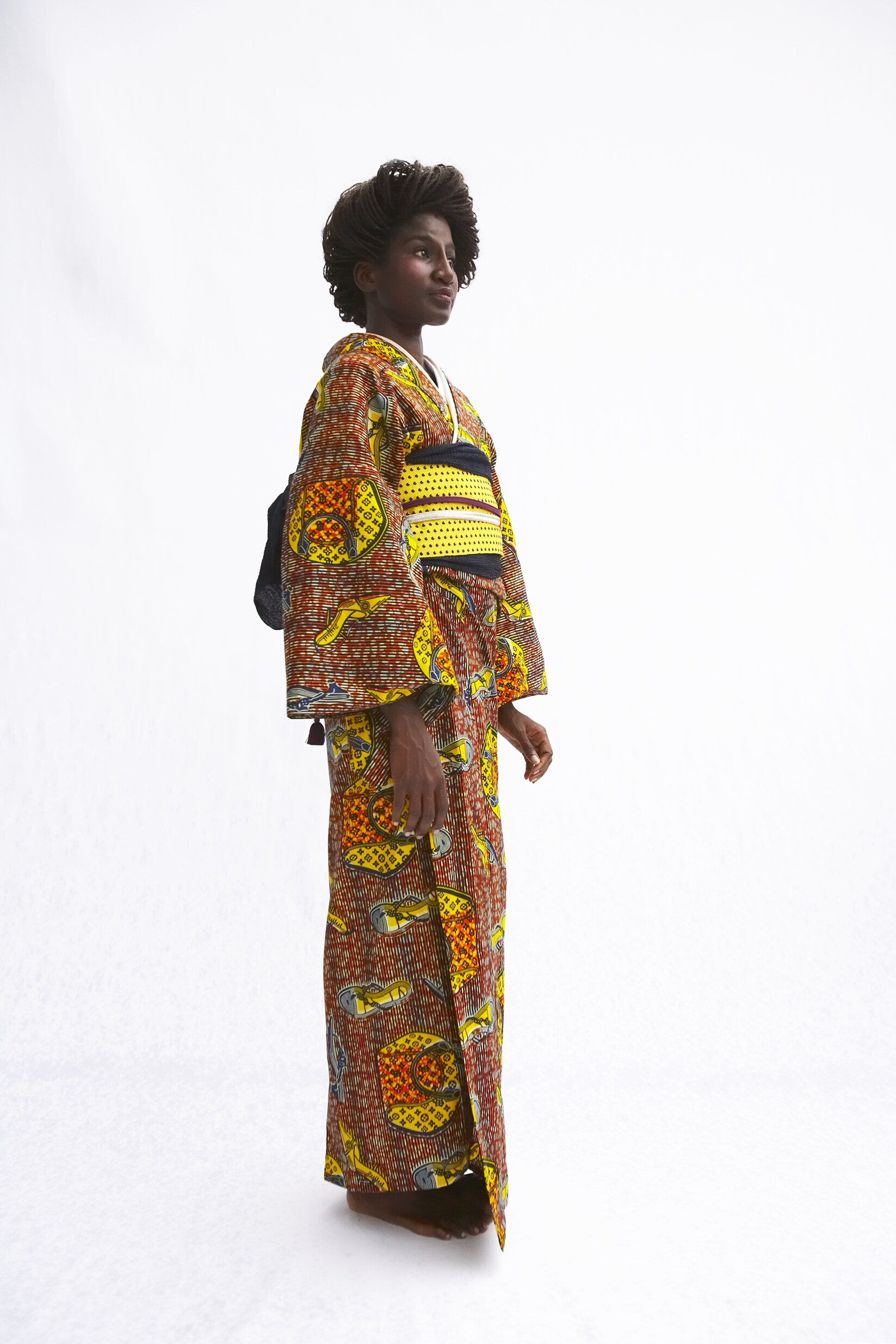
喀麥隆裔法國設計師塞爾日·穆昂格以非洲傳統布料設計的女性和服

和服着用的场合包括冠婚葬祭，即冠礼（成人式）、婚礼、葬礼、祭礼等人生重要节日。自室町時代时代，小孩年满三岁、五岁、七岁也会穿和服参拜神社、氏神宗祠。入学式、卒业式也流行穿和服。
進入21世紀，除了傳統的祭典、儀式場合以外，和服開始成爲一些愛好者的日常服飾。在日本和日本以外出現的和服社團開始拒絕着付教室制定的嚴苛標準，開始探索和服在現代時尚中的位置。英裔和服研究家希拉·克里夫認爲：「越來越多的人出於興趣愛好開始穿着和服。我們正在經歷和服再一次的『民主化』，回到我們所有人的身邊。」

### 日本以外
除日本之外，和服也在海外日裔人士居住的地方为日裔所着用。近年來，一些非日裔出身的設計師也開始進軍和服業界，並以各自的文化背景給和服帶來了與日本傳統截然不同的設計。
20世紀初期，很多持進步主義的中國知識分子前往日本求學，亦留下了他們穿和服的影像記載（如魯迅、章太炎、秋瑾等人）。然而，由于2000年代以来，中国内地等一些地区开始产生公开的反日情绪，公开穿着和服会被视为亲日而遭到攻击，例如有激進反日份子将汉服误认为和服而加以破坏，甚至有警察以尋釁滋事為由將穿和服的女子帶走。但自2020年以来，在不少中国城市的换装自拍馆，亦出现了和服摄影的流行热潮，多以年輕女性和女學生為主力。

## 引用

### 古代文獻
1. ↑  《三國志·魏志·倭人傳》：「男子皆露紒，以木緜頭。其衣橫幅，但結束相連，略無縫。婦人被髪屈紒，作衣如單被，穿其中央，貫頭衣之。種禾稻、紵麻、蠶桑緝績，出細紵、縑、緜。」
2. ↑  《古事记中卷》：“若有贤人者贡上。故受命以贡上人名。和迩吉师。即论语十卷。千字文一卷。并十一卷付是人即贡进。又贡上手人韩锻。名卓素。亦呉服西素二人也。又秦造之祖。汉直之祖。”
3. ↑  《日本书纪·应神纪》：“三十七年春二月，戊午朔，遣阿知使主、都加使主于吴，令求缝工女。爰阿知使主等渡高丽国，欲达于吴。”
4. ↑  《日本书纪·雄略十四年》：「十四年春正月，丙寅朔戊寅，身狭村主-青等共吴国使，将吴所献手末才伎，汉织、吴织及衣缝兄媛、弟媛等，泊於住吉津」
5. ↑  《日本国志》：「应神帝之初，得《论语》、《千文》于百济王仁。四十一年庚午，复遣阿知使主、都贺使主于吴，二人，汉孝灵皇帝之后也，魏受禅后，辟乱至倭。考庚午即西晋永嘉四年，其日吴者，意当时就吴地求之也。此事载日本《应神本纪》。求织缝女。抵高丽，高丽乃副久礼波、久礼志二人为乡导，及得工女还」。
6. ↑  《謠抄·吴服》郎咏上卷：“织锦机中已辨相思之字，捣衣砧上俄添怨别之声。”
7. ↑  《续日本纪·元正紀二》：“初令天下百姓右襟。”“戊子，始制定婦女衣服樣。”
8. ↑  《续日本纪·元正紀三》：「太政官處分:『朝廷儀式，衣冠形制，彈正、式部揔知糺彈。若其存意督察，自然合禮。頃者，文武官人，雜任以上，衣冠違制，進退緩惰。或彩綾著裏，輕羅致表。或冠纓長垂，過越接領。或領曲細綾，露其胸節。或袴口所括，出其脛踝。如此之徒，其類稍多。臺、省二司，明加告示.』」
9. ↑  《续日本纪·聖武紀二》：「庚午，詔曰:『聖人大寶曰位。因茲嚮重明，以聽民風。理財正辭曰義。所以裁衣裳，而齊時俗。安不之事，在予一人。自今以後，天下婦女，改舊衣服，施用新樣。永言念茲，懋允所職，公卿百寮，豈不慎歟。』」
10. ↑  《續日本紀·稱德紀五》：“又先者，袍衣以疋為限，天下服用不聞狹窄。比來，任意競好寛大，至于裁袍更加半疋。袍襖亦齊，不弁表裏，習而成俗。為費良深。自今以後，不得更然。”
11. ↑  《續日本紀·元明紀一》：「閏八月，庚寅朔丙申，制:『自今以後，衣褾口闊，八寸已上，一尺已下，隨人大小為之。又，衣領得接作。但不得褾口窄小，衣領細狹。』」
12. ↑  《續日本紀·元明紀二》：「十二月，乙未朔辛丑，制：『諸司人等衣服之作，或褾狹小，或裾大長。又衽之相過甚淺，行趨之時易開。如此之服，大成無禮。宜令所司，嚴加禁止。又無位朝服，自今以後，皆著襴黃衣。襴廣一尺二寸以下。』」
13. ↑  《政事要略》第67卷
14. ↑  《殊域周咨录》：“宋雍熙后，累朝皆至。熙宁以后，至者皆僧也。元世祖遣使招谕之，不至。命范文虎率兵十万往击之，至五龙山，忽暴风破舟，败绩。终元世不复至。”
15. ↑  《養老律令·衣服令》“諸臣禮服：三位以上。淺紫衣。四位。深緋衣。五位。淺緋衣。六位。深綠衣。七位。淺綠衣。八位。深縹衣。初位。淺縹衣。”
16. ↑  《幕朝古事谈》
17. ↑  姜弘重，《東槎錄》：“其言考今觀所謂公服。略如我國團領之制。而袖廣如僧衫。旁無衽殺。但有兩旁直縫。又爲帖縫衣腰前後各七八寸許。以垂之。亦無所帶。其色有紅黑之差。世族最貴者黑色。而餘皆紅色。其次則用兩幅爲單衫而無袖。狀如半臂。承之以袴。結束於腰。其次如我國道袍之類。而前無衽旁有裾。此皆尊前通用之服也。”
18. ↑  《德川幕府礼典录》
19. ↑  《武家诸法度》
20. ↑  《台德院殿御实记》
21. ↑  明治二年（1869）《吉田・藤野治彦家文書》“平民襠高袴割羽織着用可為勝手事。”
22. ↑  黑川道祐,1684年，《雍州府志》：「近世西陣人、中華の巧を傲いて金襴・緞子・襦子・細綾・趨紗・紋紗類、織らざるは無し」“所用之金襴以西陣野本氏爲始、唐織以俵屋爲本繊，伶人之装束、猿樂之衣裳，婦人之臥具用之、今繊成花鳥或菱花等雜品之紋、仿蜀江錦者也，故號唐紋紗類”
23. ↑  今井弘濟、安積覺同，江户时代，《舜水先生行实》“甲寅，二年。先是上公使先生制明室衣冠，至是而成，朝服、角带、野服、道服、明道巾、纱帽、幞头之类也。”
24. ↑  德川光圀编《朱舜水先生文集》卷首自署
25. ↑  人见传《野服正制》
26. ↑  侍従へ服制更正ノ勅諭 （页面存档备份，存于）:「朕惟フニ風俗ナル者移換以テ時ノ宜シキニ随ヒ国体ナル者不抜以テ其勢ヲ制ス。今衣冠ノ制、中古唐制ニ摸倣セシヨリ、流テ軟弱ノ風ヲナス。朕太タ慨之夫レ神州ノ武ヲ以テ治ムルヤ固ヨリ久シ天子親ラ之カ元帥ト為リ衆庶以テ其風ヲ仰ク神武創業神功征韓ノ如キ決テ今日ノ風姿ニアラス豈一日モ軟弱以テ天下ニ示ス可ケンヤ。朕今断然其服制ヲ更メ其風俗ヲ一新シ祖宗以来尚武ノ国体ヲ立ント欲ス。汝近臣其レ朕カ意ヲ体セヨ」
27. ↑  太政官达第六十五号「官吏通常礼服著用ノ场合ハ黑若シクハ绀色ノ上服」
28. ↑  《春台独语》
29. ↑  黑川道祐,1684年，《雍州府志》“凡以丝紧聚结绢帛为纹而后染所好之色。日干后解其丝，则所期之纹现存。其迹如鹿儿之皮纹，是总号鹿子目结云云。”

### 現代資料
1. ↑  . コトバンク.   [2023-07-25]. （原始内容存档于2023-09-19）.
2. ↑  小池三枝. . 勁草書房. 1991: 52. ISBN 4-326-85118-X.
3. 1 2 3 4  Cliffe, Sheila. . . London: Bloomsbury Academic. 2018: 13–38  [2023-07-25]. ISBN 978-1-4725-8553-0. （原始内容存档于2023-07-25） （英语）.
4. ↑  . Weblio 辞書.   [2023-07-25]. （原始内容存档于2023-09-19）.
5. ↑  .   [2017-12-12]. （原始内容存档于2021-06-23）.
6. ↑  .   [2017-12-12]. （原始内容存档于2021-06-23）.
7. ↑  . 花京都きもの学院. （原始内容存档于2021-03-21）.
8. ↑  Kelly, Charles F. . www.t-net.ne.jp.   [August 2, 2019]. （原始内容存档于2021-10-10）.
9. ↑  Wakabayashi, Tadashi. . University of Hawaii Press. 1995: 108. ISBN 9780824816674.
10. ↑  長崎 盛輝. . 京都: 青幻舎. 2006. ISBN 978-4861520723 （日语）.
11. ↑  .   [2013-06-29]. （原始内容存档于2013-09-21）.
12. ↑  .   [2013-02-20]. （原始内容存档于2013-05-01）.
13. ↑  高木昭. . . 弘文堂. 2002. ISBN 4-335-21039-6.
14. 1 2  Minnich, Helen Benton. . Charles E Tuttle. 1986. ISBN 978-0804802871 （英语）.
15. ↑  .   [2013-07-02]. （原始内容存档于2013-09-21）.
16. 1 2 3  Cliffe. "Mode Becomes Modern: Meiji to Twenty-First Century", in op. cit. 2018.
17. ↑  Goldstein-Gidoni, Ofra. . Ethnology. 1999, 38 (4): 351–70.
18. ↑  .   [2014-03-07]. （原始内容存档于2013-10-27）.
19. ↑  .   [2014-03-07]. （原始内容存档于2014-03-07）.
20. ↑  .   [2014-03-07]. （原始内容存档于2019-05-03）.
21. ↑  Sharnoff, Lorna. . Weatherhill. 1993. ISBN 0-8348-0283-X.
22. 1 2  Ido, Satoko. . Nikkei Asia (Tokyo). 日本經濟新聞. 2023-02-12  [2023-07-25]. （原始内容存档于2023-12-16） （英语）.
23. ↑  Dalby, Liza. . Washington, USA: University of Washington Press. 2001. ISBN 0-295-98155-5.
24. 1 2  .   [2009-01-04]. （原始内容存档于2020-12-06）.
25. ↑  . 茶道裏千家ブラジル.   [2023-07-27]. （原始内容存档于2023-07-27）.
26. ↑  宮本信子等編《着物入門》，第116、118、125頁
27. ↑  山崎正子. 堺公江 , 编.  第1刷発行. 東京都文京区: 株式会社講談社エディトリアル. 令和2年6月4日. ISBN 978-4-86677-071-0.
28. ↑  宮本信子等編《著物入門》，第102頁
29. ↑  宮本信子等編《著物入門》，第107頁
30. ↑  .   [2013-06-27]. （原始内容存档于2020-06-23）.
31. ↑  .   [2013-06-27]. （原始内容存档于2020-12-02）.
32. ↑  .   [2013-06-27]. （原始内容存档于2007-01-16）.
33. ↑  .   [2013-06-27]. （原始内容存档于2013-09-21）.
34. ↑  .   [2013-06-27]. （原始内容存档于2020-12-02）.
35. ↑  .   [2013-07-02]. （原始内容存档于2012-03-04）.
36. ↑  .   [2014-03-07]. （原始内容存档于2014-03-07）.
37. ↑  .   [2013-06-27]. （原始内容存档于2020-05-20）.
38. ↑  .   [2013-06-27]. （原始内容存档于2013-06-21）.
39. ↑  .   [2013-06-27]. （原始内容存档于2016-04-06）.
40. ↑  .   [2013-06-29]. （原始内容存档于2020-12-02）.
41. ↑  Cliffe. "Returning Kimono to the Streets", in op. cit. 2018.
42. ↑  . 台灣NOW新聞. 2010年10月18日  [2010年10月18日]. （原始内容存档于2013年10月4日）.
43. ↑  . CBS News. 2010年10月18日  [2010年10月21日]. （原始内容存档于2010年10月20日）.
44. ↑  . 新浪視頻. 2011年7月15日  [2012年8月21日]. （原始内容存档于2015年6月26日）.
45. ↑  .   [2022-08-15]. （原始内容存档于2022-08-16）.
46. ↑  四川日报. .   [2020-11-20]. （原始内容存档于2021-08-24）.